# 아게이시 루이
아게이시 루이(일본어: 揚石 琉生, 2006년 2월 18일~)는 일본의 축구 선수이다.

## 구단 경력
그는 2023년 J2리그의 도치기 SC에 입단했다. 2024년후 J3리그에 강등했다.